# Tococa filiformis
Tococa filiformis là một loài thực vật có hoa trong họ Mua. Loài này được (Gleason) K. Wurdack miêu tả khoa học đầu tiên năm 1964.